# Ифис (аргонавт)
Ифис (др.-греч. Ἶφις, или Ифит, Ἴφῐτος) — персонаж древнегреческой мифологии. Согласно некоторым авторам, аргонавт. По Валерию Флакку, погиб в битве со скифами. По Диодору, он был братом Еврисфея и убит Ээтом в сражении.